# James M. Mead

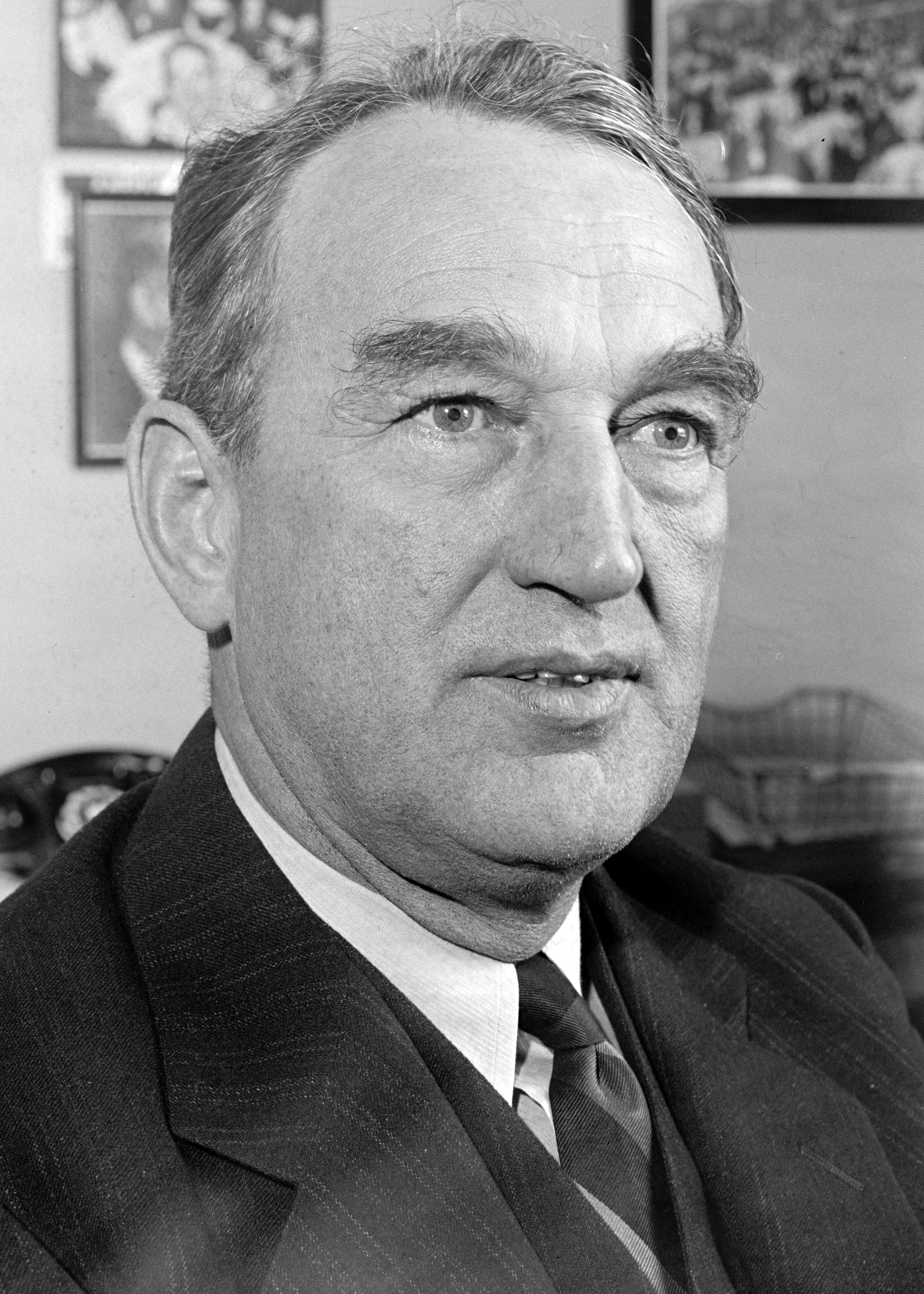
James M. Mead (1937)

James Michael Mead (* 27. Dezember 1885 in Mount Morris, New York; † 15. März 1964 in Lakeland, Florida) war ein US-amerikanischer Politiker, der den Bundesstaat New York in beiden Kammern des Kongresses vertrat.

## Leben
Mead, der in Mount Morris, einer Kleinstadt im Livingston County, geboren wurde, zog im Alter von vier Jahren mit seiner Familie nach Buffalo. Da sich seine Eltern ein kostspieliges Studium nicht leisten konnten, musste Mead, nachdem er die Schule absolviert hatte, sich durch verschiedene Gelegenheitsjobs finanziell über Wasser halten. So war er zunächst Wasserjunge bei Sportveranstaltungen, arbeitete in der Zeit vor elektrischem Licht als Lampenentzünder in den Straßen von Buffalo und war zuletzt bei verschiedenen Straßenbahnlinien meist im Verschubpersonal von Eisenbahnweichen tätig. 1911 zog er nach Washington, D.C., wo er einen Job als Sicherheitsfachmann in der United States Capitol Police übernahm.
Die politische Karriere Meads begann 1914, als er in den Bezirksrat des Erie County gewählt wurde, dem er eine Legislaturperiode angehörte. 1915 folgte die Wahl Meads in die New York State Assembly, wo er für die Demokraten bis 1919 einen Sitz innehatte. 1918 kandidierte er gegen den Republikaner William F. Waldow mit Erfolg für einen Sitz im Repräsentantenhaus der Vereinigten Staaten. Mead wurde neunmal wiedergewählt und konnte Wahlergebnisse stets um die 60 Prozentpunkte für sich verbuchen. 1938 gab er seine Absicht bekannt, für einen vakant gewordenen Sitz im US-Senat zu kandidieren. Im selben Jahr wurde er mit 50,7 Prozentpunkten in die Zweite Parlamentskammer gewählt, der er nach einer erfolgreichen Wiederwahl im Jahr 1940 bis 1947 angehörte. 1946 war Mead Kandidat der Demokraten für die Gouverneurswahl von New York, unterlag jedoch dem Republikaner Thomas E. Dewey.
Nach seinem Ausscheiden aus dem Senat saß Mead von 1949 bis 1955 als Mitglied in der Federal Trade Commission, ehe er von 1955 bis 1956 das Washingtoner Büro des New Yorker Wirtschaftsministeriums leitete. 1954 ließ sich Mead in Clermont (Lake County, Florida) nieder, wo er zudem eine Orangenplantage bewirtschaftete. Er starb im Alter von 78 Jahren in Lakeland (Florida).